# Chiesa di San Michele Arcangelo (Vimercate)
La chiesa di San Michele Arcangelo è la parrocchiale di Oreno, frazione di Vimercate, in provincia di Monza e della Brianza e arcidiocesi di Milano; fa parte del decanato di Vimercate.

## Storia
Il territorio di Oreno fu occupato fin dal VII secolo dai Longobardi e proprio a loro si deve la costruzione del primo edificio di culto dedicato a san Michele Arcangelo, santo guerriero, come era loro usanza. Nel Liber Notitiae Sanctorum Mediolani risulta fosse già inserito tra le chiese sussidiarie della pieve di Vimercate, dal XII secolo, ed è indicato come cappella nella Notitia cleri del 1398.
L'edificio fu oggetto di un importante lavoro di ricostruzione del 1567, per volontà e direzione dell'arcivescovo di Milano Carlo Borromeo, in ottemperanza alle disposizioni del concilio tridentino. Anche nel secolo successivo furono eseguiti lavori di mantenimento e ammodernamento con termine dei lavori nel 1748, venendo poi visitato dall'arcivescovo Giuseppe Pozzobonelli.
Dai documenti di questa visita pastorale si evince che vi erano le confraternite del Santissimo Sacramento e di San Giuseppe che era presente già dal 1636, istituita il 28 febbraio dall'arcivescovo Cesare Monti; risulta, inoltre, che nei confini della parrocchia vi erano le chiese intitolate a san Pietro apostolo, a santa Maria Maddalena e a san Carlo in Velasca. Nella visita del Novecento dell'arcivescovo Andrea Carlo Ferrari risultano sussidiarie la chiesa di San Francesco, l'oratorio di Maria Assunta, che aveva il patronato della famiglia Gallarati Scotti, e l'oratorio di Santa Maria Maddalena in Velasca, appartenente alla famiglia monzese dei Volontieri.
Su progetto di Giacomo Moraglia la chiesa fu nuovamente ricostruita in stile neoclassico, nel 1857, venendo consacrata dall'arcivescovo Carlo Bartolomeo Romilli il 6 agosto del medesimo anno. La chiesa fu successivamente completata dalle decorazioni a opera dell'allora parroco don Giovanni Battista Boffa con la collocazione anche del nuovo organo a canne. Le più grandi modifiche furono eseguite nei primi anni del Novecento con la posa del nuovo concerto di campane e la costruzione della sagrestia su disegno dell'architetto Giuseppe Bagatti Valsecchi a cui si deve anche il progetto delle decorazioni realizzate nel 1919. In occasione del centenario della nuova chiesa, nel 1957, fu rifatta la copertura del tetto e realizzato e collocato il bassorilievo raffigurante il santo titolare posto sulla facciata.
Nella seconda metà del Novecento fu posto il nuovo altare in marmo bicromo rispondente all'adeguamento liturgico delle chiese, con la rimozione delle balaustre e delle lampade pensili, collocando in posizione più avanzata l'altare maggiore. Questa modifica comportò l'eliminazione delle balaustre marmoree esistenti.
Nel 1994 la chiesa fu oggetto di nuovi lavori di ammodernamento con il nuovo impianto di riscaldamento, e il conseguente rifacimento della pavimentazione e lavori di bonifica delle fondamenta.
Nei secoli XIX e XX la parrocchia rimase sempre inserita nella pieve di Vimercate, fino alla revisione della struttura territoriale dell'arcidiocesi, avvenuta tra il 1971 ed il 1972, quando, in ossequio ai decreti del cardinale Giovanni Colombo, fu inclusa nel nuovo vicariato foraneo, poi decanato di Vimercate. Il 4 ottobre 2009 la parrocchia entrò a far parte della comunità pastorale "Beata Vergine del Rosario", formata da tutte le parrocchie dei comuni di Vimercate e Burago di Molgora.

## Descrizione

### Esterno
La facciata a salienti anticipa le tre navate dell'aula e si presenta tripartita con due lesene laterali e quattro grandi lesene centrali complete di altissima zoccolatura e terminanti con capitelli che reggono l'architrave e il timpano triangolare. Ognuna delle tre sezioni ospita un ingresso completo di portale in marmo bianco: quello centrale è di maggiore misura e termina con un architrave piano aggettante. I due portali laterali terminano con timpano triangolare, sopra cui vi è un'apertura a lunetta atta a illuminare l'interno. Le statue raffiguranti il titolare san Michele Arcangelo a sinistra e la Madonna col Bambino a destra sono ospitate a coronamento delle sezioni laterali. La facciata si presenta bicromatica, con la parte muraria giallo ocra e le lesene più chiare. Sopra all'ingresso centrale vi è un grande bassorilievo raffigurante san Michele Arcangelo, opera di Guido Galletti.
Davanti alla chiesa, introdotta da una gradinata composta da due alzate che percorrono tutto il fronte principale, è presente un ampio sagrato pavimentato con lastre di porfido e delimitato da vasi in pietra che separano la chiesa stessa dall'assetto viario, in prossimità del viale che conduce alla villa Gallarati Scotti.
La torre campanaria è posta sul lato destro, nella parte terminale dell'edificio. È presente un Concerto di 8 campane in Lab2 In scala diatonica maggiore, (ora è rimasto il concerto in Sib2 minore) da quando nel 2007 hanno scoperto una fessura nel campanone e da allora rimasto fermo .

### Interno
L'interno a tre navate si conclude con il presbiterio, anticipato dall'arco trionfale e terminante con il coro absidato molto ampio e completamente decorato. La zona presbiteriale, sopraelevata da due gradini in marmo, si presenta molto ampia e ospita l'altare maggiore in marmo, completo di tribuna a tempietto lignea progetto di Giacomo Moraglia, illuminato dalle due aperture poste sull'abside. Il coro conclude gli arredi, con l'organo a canne posto nel 1957.
La navata centrale ha la volta a botte e si collega a quelle laterali di minore altezza, con cinque arcate a tutto sesto sorrette da colonne in granito rosa complete di basamento e capitelli d'ordine ionico. La parte superiore delle arcate ospita aperture lunettate. Le navate laterali terminano con due altari rialzati. La controfacciata ospita la cantoria e l'organo a canne realizzato nel 1882-1883 che sostituì quello ottocentesco voluto da don Giovanni Battista Boffa.